# Пинту де Андраде, Жуакин
Жуакин Пинту де Андраде (Жоаким Пинту де Андради, порт. Joaquim Pinto de Andrade; 1926 — 23 февраля 2008) — ангольский католический священник и революционер. Один из основателей и первый почётный президент Народного движения за освобождение Анголы (МПЛА), канцлер Луандской архиепископии и член Африканского общества культуры. Брат поэта и соратника по национально-освободительной борьбе Мариу Пинту де Андраде.

## Биография
Братья Пинту де Андраде родились в португальской Анголе в состоятельной и образованной семье (их отец был одним из основателей Африканской Лиги, а мать принадлежала к роду крупных землевладельцев). Жуакин избрал стезю священнослужителя и окончил богословский факультет Папского Григорианского университета в Риме в 1953 году.
Во время учёбы в Риме в 1948—1951 годах поддерживал тесные связи со своим братом Мариу, который тогда редактировал журнал «Présence africaine» в Париже (в журнале работал также Мануэл Лима). В 1955 году он с рядом радикальных антиколониалистов, включая брата и Вириату да Круша, принял участие в создании Ангольской коммунистической партии, которая в 1956 году заложила основу будущего Народного движения за освобождение Анголы (МПЛА).
В 1956 году принял участие в I Конгрессе чернокожих писателей и художников, проходившем в Париже. В 1959 году он с братом, да Крушем, Марселину душ Сантушем участвовал во II Конгрессе чернокожих писателей и художников в Риме, во время которого они встретились с идеологом алжирского ФНО Францем Фаноном.
Поднимая социальные, экономические, политические проблемы в своих проповедях в кафедральном соборе Луанды, падре Пинту ди Андраде обличал преступления колониализма. Он выступал руководителем патриотического католического движения в Анголе, одним из инициаторов международной кампании в поддержку политических заключённых и их семей.
Объединившаяся вокруг него группа выпустила памфлет «Обращение к миру: Ангола принадлежит ангольцам». Через его друга Франку де Соуза она поддерживала контакты с Движением за независимость Анголы (МИА), а в 1960 году Ж. Пинту де Андраде с Агостиньо Нето стали руководителями Движения за национальную независимость Анголы (МИНА). В мае 1960 года при формировании организационной структуры МПЛА обсуждалось место в деятельности партии падре Жуакина, которому поручили связи с заграницей.
Однако уже в июне 1960 года его арестовали вместе с несколькими другими ангольскими священниками и отправили сначала в тюрьму Алжубе в Лиссабоне, потом на остров Принсипи, а в конечном итоге — на север Португалии, в монастырь епархии Брага. Задержание де Андраде и ряда его соратников обезглавило МПЛА накануне начала ангольской войны за независимость в 1961 году; он содержался в тюрьме или под домашним арестом, пока не предстал перед судом в Лиссабоне в феврале 1971 года по обвинению в преступлениях против безопасности государства. Суд над ним вместе с ещё девятью людьми вызвал протесты, в том числе забастовку в Коимбрском университете.
В 1962 году он был избран почётным председателем (президентом) МПЛА, однако у него нарастали разногласия с Нето, и с 1974 года он входил в группу Revolta Activa (Активное восстание), выступавшую против генеральной линии партии, которая 11 ноября того же года пришла к власти.
Несколько месяцев он возглавлял недолговечную Партию демократического обновления, созданную бывшими участниками движения Nitistas во главе с Луишем душ Пасушем. Партия показала незначительный результат на выборах 1992 года (чуть менее 1 % голосов и 1 место в парламенте).
Ж. Пинту ди Андраде был канцлером архиепископии Луанды и членом Африканского общества культуры. Однако в 1990-х он отказался от своего положения католического священника и женился на педиатре Витории Алмейде-и-Соузе. У них было двое детей. 
Умер в своём доме в Луанде после продолжительной болезни 23 февраля 2008 года — в тот же день, что и его товарищ по МПЛА Жентил Феррейра Виана.

## Награды
- Международная премия мира Pax Christi, 1992 г.